# الکساندر هیل (قایقران)
الکساندر هیل (انگلیسی: Alexander Hill؛ زادهٔ ۱۱ مارس ۱۹۹۳) ورزشکار روئینگ اهل استرالیا است.
وی در مسابقات کشوری و بین‌المللی در مجموع برندهٔ ۳ مدال طلا، ۳ مدال نقره، ۱ مدال برنز شده‌است.